# سوشيتسا
سوشيتسا (بالإنجليزية: Sušice) هي بلدة في إقليم بلزن، جنوب غرب جمهورية التشيك. يبلغ عدد سكان المدينة 11,110 نسمة حسب إحصاء سنة 2019. تقع البلدة على بعد حوالي 60 كيلومترا (37 ميلا) جنوب عاصمة الإقليم بلزن.

## تاريخ
نشأت سوشيتسا كمستوطنة قرب نهر أوتافا، وهي منطقة لتعدين الذهب. يُرجّح أن المستوطنة تأسست حوالي عام 790، إلا أن أول ذكر مكتوب لها يعود إلى عام 1233. في القرن الثاني عشر، كانت المنطقة مملوكة لكونتات بوغن البافارية. أعاد الملك أوتوكار الثاني ربطها ببوهيميا في القرن الثالث عشر، وبعد عام 1260 أصبحت مدينة ملكية محصنة.
خلال حروب الهوسيين (1419-1434)، كانت سوشيتسا مدينة هوسية. حدث النمو الاقتصادي الرئيسي للمدينة في القرن السادس عشر، عندما استفادت من تجارة الملح والحبوب والشعير مع بافاريا المجاورة. في القرنين السابع عشر والثامن عشر، عانت سوشيتسه من الحروب والحرائق وحركة الإصلاح المضاد. وكان أشدها تدميرًا حريق عام 1707، الذي دمر معظم المدينة. في القرن التاسع عشر، شهدت سوشيتسه ازدهارًا جديدًا. بدأ إنتاج أعواد الثقاب الفوسفورية هنا، مما جعل سوشيتسه مشهورة عالميًا. كما تطورت صناعة الجلود في المدينة، وفي نهاية القرن التاسع عشر، بدأ تعدين الحجر الجيري ومعالجته.
حتى عام ١٩١٨، كانت سوشيتسا - شوتنهوفن جزءًا من الملكية النمساوية (الجانب النمساوي بعد تسوية عام ١٨٦٧). كانت المدينة المقر الإداري للمنطقة التي تحمل الاسم نفسه، وهي واحدة من ٩٤ منطقة إدارية في بوهيميا.

## علاقات دولية
لدى مدينة سوشيتسا اتفاق توأمة مع المدن التالية:
 ألتيا، إسبانيا - 1991
 باد كوتستينغ، ألمانيا - 1991
 بيلاجيو، إيطاليا - 1991
 بوندوران، جمهورية أيرلندا - 1991
 غرانفيل، فرنسا - 1991
 هوفاليز، بلجيكا - 1991
 هولستيبرو، الدنمارك - 1991
 شيربيك، بلجيكا - 1991
 ميرسن، هولندا - 1991
 نييديرانفن، لوكسمبورغ - 1991
 بروزة، اليونان - 1991
 سيسيمبرا، البرتغال - 1991
 شيربورن، المملكة المتحدة - 1991
 كاركيلا، فنلندا - 1997
 أوكسيلوسوند، السويد - 1998
 يودنبورغ، النمسا - 1999
 خوينا، بولندا - 2004
 كوسيغ، المجر - 2004
 سيغولدا، لاتفيا - 2004
 توري، إستونيا - 2004
 زفولن، سلوفاكيا - 2007
 بريناي، ليتوانيا - 2008
 مارساسكالا، مالطا - 2009
 سيريت، رومانيا - 2010
 تريافنا، بلغاريا - 2011

## معرض صور

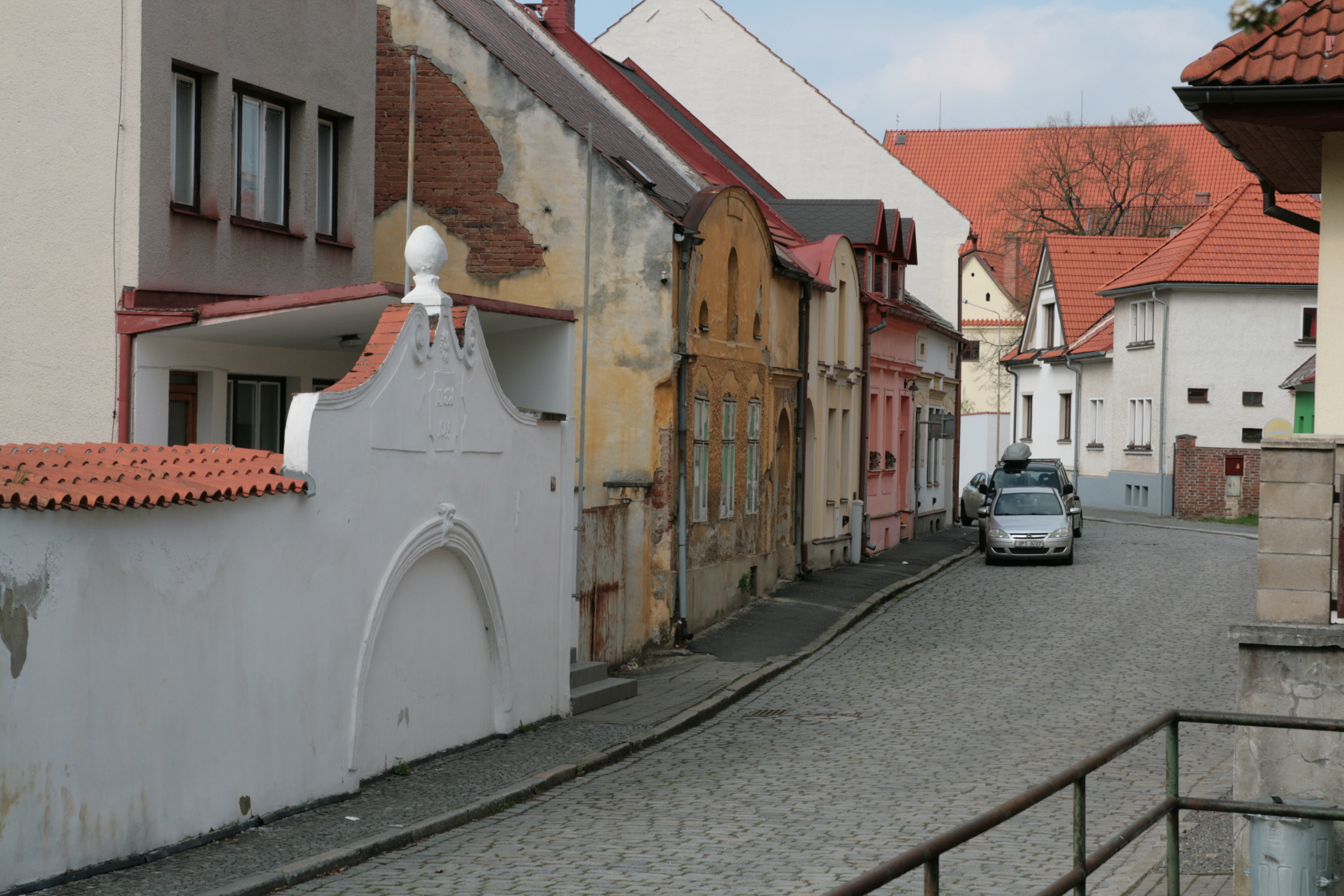
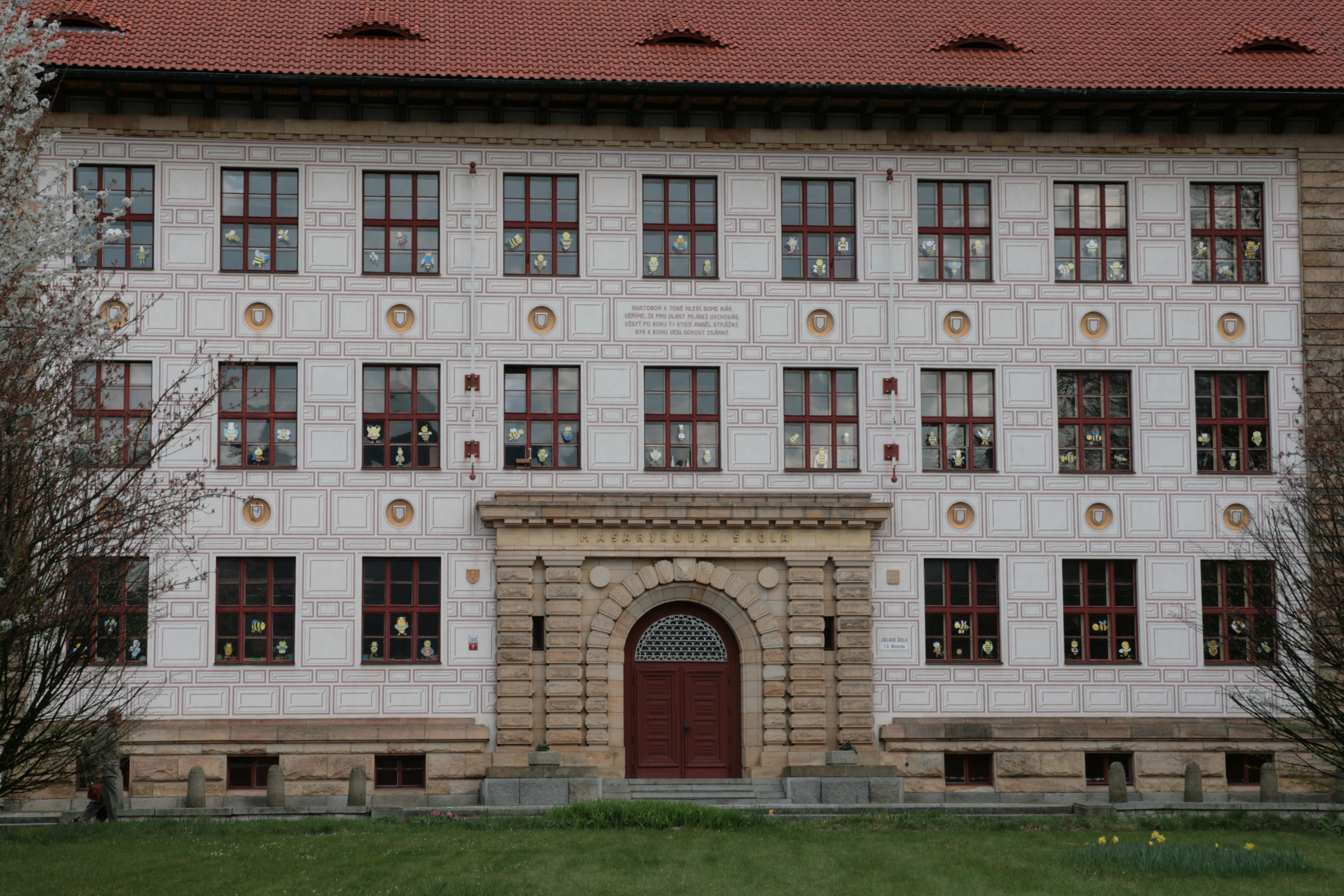
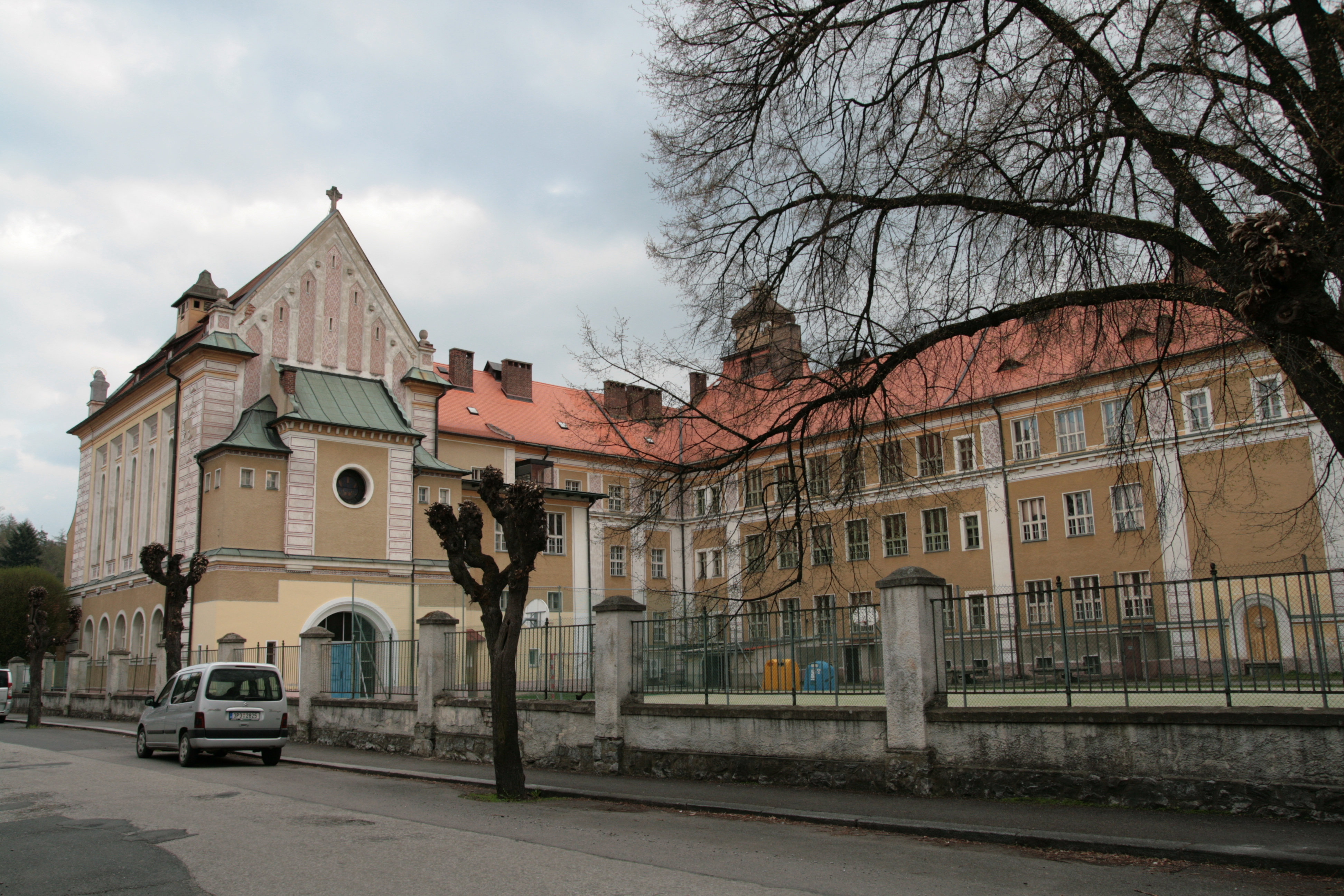

## توأمة
لسوشيتسا اتفاقيات توأمة مع كل من:
- بوندوران
- ألتيا
- باد كوتستينغ
- بيلاجيو
- غرانفيل
- هولستيبرو
- هوفاليز
- ميرسن
- Niederanven [الإنجليزية]‏
- بروزة
- Sesimbra [الإنجليزية]‏
- كاركيلا
- Sherborne [الإنجليزية]‏
- Oxelösund [الإنجليزية]‏
- يودنبورغ
- كوسيغ
- سيغولدا
- Türi Parish [الإنجليزية]‏
- زفولن
- بريناي
- مارساسكالا
- سيريت
- Agros, Cyprus [الإنجليزية]‏
- شكوفجا لوكا
- تريافنا
- خوينا

## مقالات متعلقة
- كارل كولر (طبيب عيون).

## أعلام
- توماش بيكهارت
- كارل كولر